# آنتونیو والرو
آنتونیو والرو (اسپانیایی: Antonio Valero‎؛ زادهٔ ۲۵ اوت ۱۹۵۵) بازیگر اهل اسپانیا است.
از فیلم‌ها یا برنامه‌های تلویزیونی که وی در آن نقش داشته‌است می‌توان به فهرست انتظار، پدربزرگ، نیمی از بهشت، عشق ورزیدن و مزاحم اشاره کرد.